# Eta Chamaeleontis
Eta Chamaeleontis (η Chamaeleontis, förkortat Eta Cha, η Cha) som är stjärnans Bayerbeteckning, är en ensam stjärna belägen i den västra delen av stjärnbilden Kameleonten. Den har en skenbar magnitud på 5,45 och är svagt synlig för blotta ögat där ljusföroreningar ej förekommer. Baserat på parallaxmätning inom Hipparcosuppdraget på ca 10,5 mas, beräknas den befinna sig på ett avstånd på ca 310 ljusår (ca 95 parsek) från solen.

## Egenskaper
Eta Chamaeleontis är en blå till vit stjärna i huvudserien av spektralklass B8 V. Den har en massa som är ca 3,2 gånger större än solens massa, en radie som är ca 3,3 gånger större än solens och utsänder från dess fotosfär ca 95 gånger mera energi än solen vid en effektiv temperatur på ca 12 500 K.
Eta Chamaeleontis är den ljusaste och tyngsta medlemmen i den eponymiska Eta Chamaeleontis-hopen (eller Mamajek 1), en mycket närliggande (316 ljusår) och ung (8 miljoner år gammal) öppen stjärnhop som upptäcktes 1999. Den omfattar nästan 20 stjärnor spridda över en region med 40 bågminuters diameter, inklusive den angränsande stjärnan HD 75505 av spektraltyp A och förmörkelsevariabeln RS Cha. Alla medlemmar med liten massa (inklusive RS Cha) är stjärnor före huvudserien och flera av dem verkar fortfarande samla material från protoplanetariska stoftskivor.